# 具雑煮

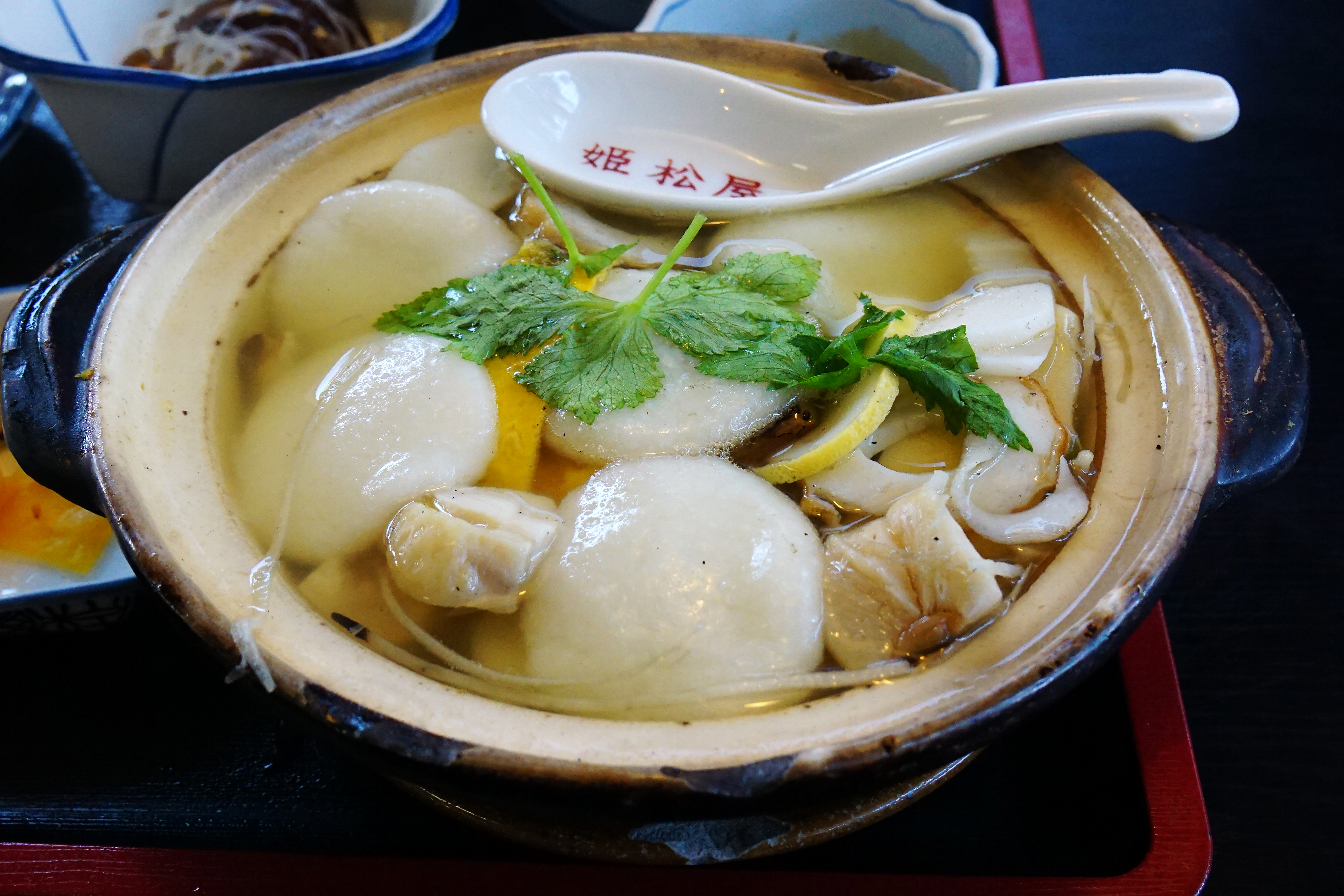
姫松屋の具雑煮

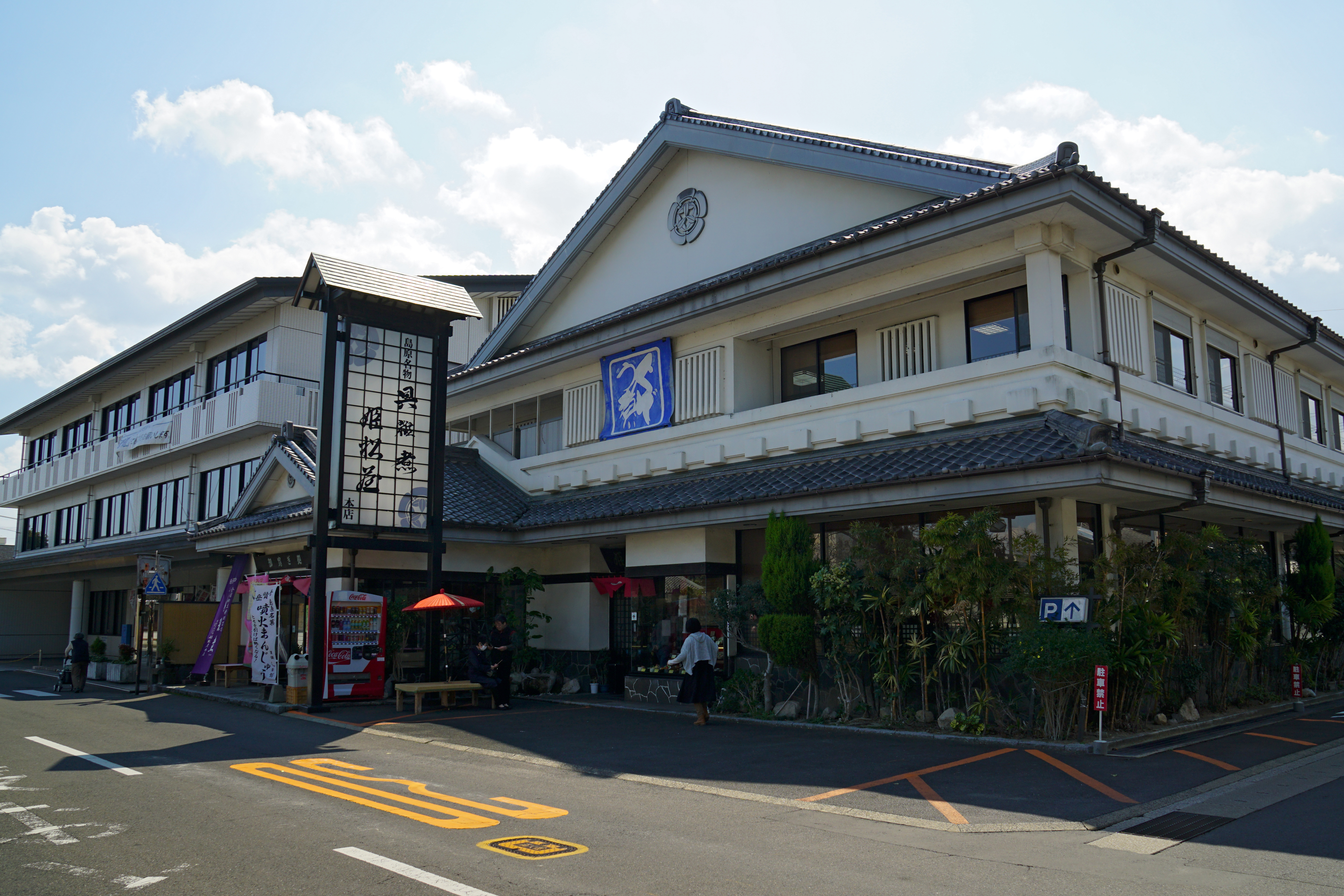
姫松屋（2014年）

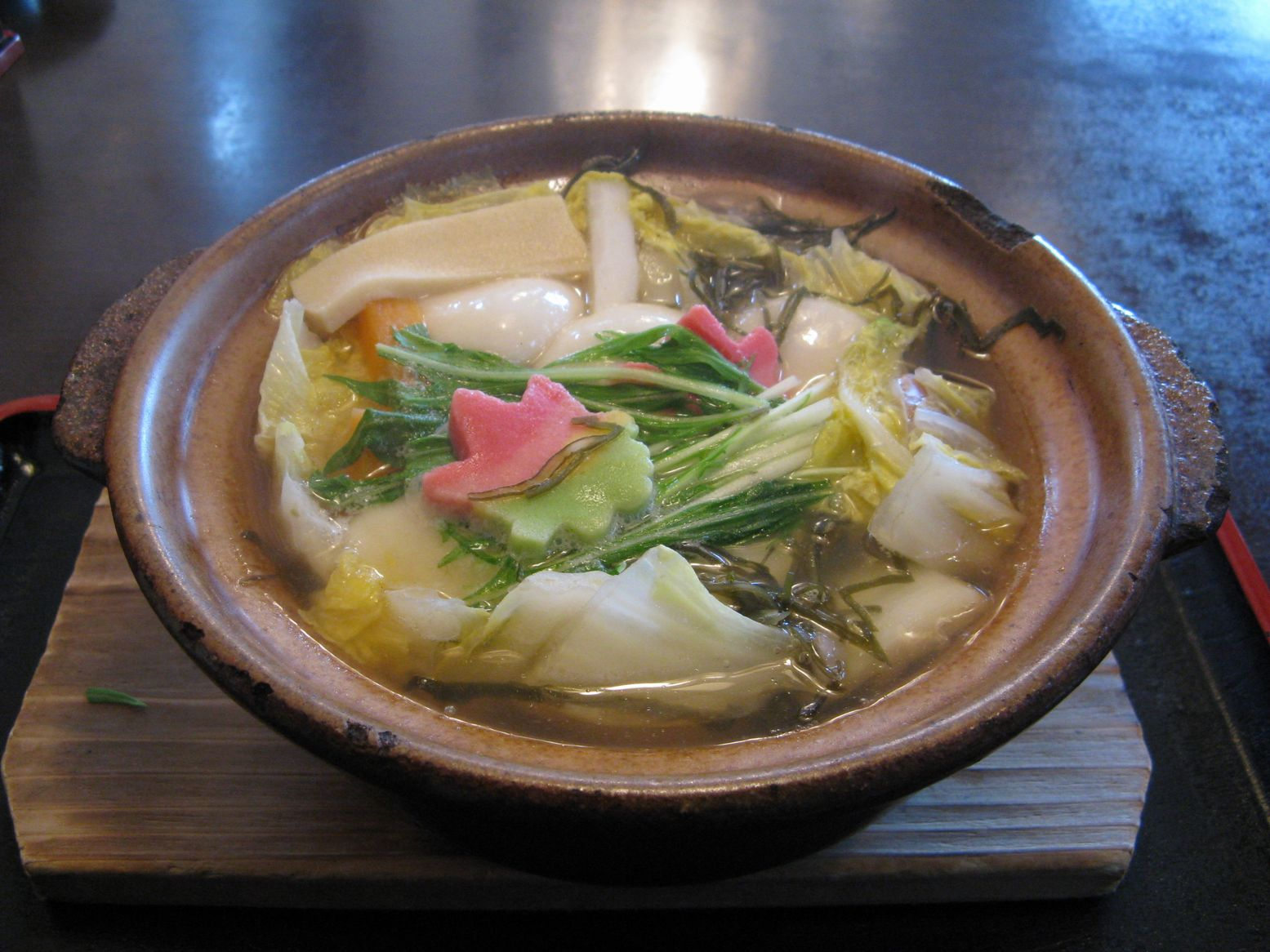
諫早の具雑煮

具雑煮（ぐぞうに）は、長崎県島原地方の郷土料理。島原具雑煮（しまばらぐぞうに）とも呼ばれる。

## 概要
島原藩領だった島原半島一帯で作られている郷土料理で、正月や祭礼の際の食事に供される。近年は名物化したことで、飲食店などでは通年で提供されている。
餅、野菜、鶏肉、魚介類などの具を豊富に入れて土鍋で煮込んだ雑煮である。だしにはカツオやいりこ、あごやこんぶを用い、使う材料は地域や家庭によって、まちまちであるが、使用する具の数は奇数で7種類以上となっている。ハクサイ、切り昆布は必ず使用され、それ以外にはダイコン、シイタケ、ニンジン、サトイモ、春菊、ホウレンソウ、ギンナン、クワイ、カマボコ、鶏肉、高野豆腐、焼きアゴ（トビウオ）、コンニャク、卵焼きなどが入り、干しナマコなども使われることがある。
2007年（平成19年）には、農林水産省の「農山漁村の郷土料理百選」に、卓袱料理とともに選ばれている。

## 由来
島原の乱の最中、天草四郎が、民たちに餅を兵糧として蓄えさせ、山や海の食材を集めて雑煮を炊いたと言われ、これを「具雑煮」の起源とする説がある。
島原の料理屋姫松屋では、上記の島原の乱での料理を元に初代糀屋喜衛ェ門が1813年（文化10年）に味付けを変えて生み出したのが「具雑煮」のはじまりと伝えられているとしている。